# Flavio Cipolla
Flavio Cipolla (Roma, 20 ottobre 1983) è un ex tennista e allenatore di tennis italiano.
Nel circuito maggiore ha disputato in doppio una finale nel 2016 all'Istanbul Open, mentre in singolare non è mai andato oltre la semifinale giocata al Grand Prix Hassan II 2012. Vanta diversi titoli nell'ATP Challenger Tour in singolare e soprattutto in doppio. I suoi migliori ranking ATP sono stati il 70º in singolare nell'aprile 2012 e il 75º in doppio nel luglio 2008.

## Carriera da tennista
Fa la sua prima apparizione tra i professionisti nel 2000 e alcune altre nei due anni successivi. Inizia a giocare con continuità nel 2003 e nel corso della stagione alza i suoi primi trofei vincendo due tornei ITF Futures in doppio. Nel 2004 vince il primo titolo Challenger nel torneo di doppio a Mantova. L'anno successivo vince il primo titolo ITF in singolare e disputa le prime tre finali Challenger in singolare a Mantova, Saransk e Banja Luka; vince altri tre titoli Challenger in doppio, a maggio fa il suo ingresso nella top 200 del ranking di doppio e a ottobre si spinge fino al 122º posto. A novembre entra nella top 200 di singolare. Nel maggio 2006 arriva il primo titolo Challenger in singolare a Torino con il successo in finale su Marcel Granollers per 6-3, 6-3. Nel corso della stagione vince anche due Challenger in doppio e a maggio entra per la prima volta nella top 100, anche se vi resta una sola settimana. A luglio fa il suo esordio nel circuito maggiore con una sconfitta al primo turno del Croatia Open Umag sia in singolare che in doppio.
Alla sua prima esperienza nei tornei del Grande Slam, vince un incontro alle qualificazioni del singolare agli Australian Open 2007 e viene eliminato al secondo match. Le supera invece al successivo Roland Garros, al suo esordio nel tabellone principale in un torneo del circuito maggiore sconfigge Tejmuraz Gabašvili per poi raccogliere 7 giochi contro Nadal al secondo turno.
Inizia il 2008 vincendo sia il singolare sia il doppio al Challenger degli Internationaux de Nouvelle-Calédonie. Ad aprile accede per la prima volta ai quarti di finale in singolare in un torneo ATP grazie al ritiro nel corso del match del nº 33 del mondo Gilles Simon ed esce di scena per mano di Florent Serra, risultato con cui porta il miglior ranking al 110º posto. Rientra nella top 100 di doppio con i successi nei Challenger di Belgrado, Barletta e Roma. Subito dopo si spinge fino ai quarti in doppio all'ATP Masters Series degli Internazionali d'Italia assieme a Potito Starace e i fuoriclasse Bob e Mike Bryan concedono loro solo 5 giochi.
Continua a salire vincendo a giugno il torneo di doppio all'Alessandria Challenger, e dopo il secondo turno raggiunto al torneo di Wimbledon si trova al 75º posto mondiale, suo miglior ranking di doppio in carriera. L'evento più importante della stagione è il terzo turno raggiunto in singolare agli US Open grazie ai successi su Hernych e Lu, e cede per 4-6 nel parziale decisivo contro il top 10 Stan Wawrinka dopo aver vinto i primi due set. Chiude la stagione vincendo il doppio al Tashkent Challenger.
Nel gennaio 2009 si prende la rivincita su Stan Wawrinka a Chennai ed esce di scena al secondo turno. Raggiunge il secondo turno anche agli Australian Open e viene sconfitto dal più quotato Tommy Haas dopo aver eliminato il top 30 Dmitrij Tursunov. A marzo disputa i suoi unici incontri di Coppa Davis in carriera nella sfida vinta 4-1 contro la Slovacchia, conquista il punto decisivo vincendo il doppio assieme a Starace e perde l'ininfluente singolare contro Lukáš Lacko. Riprende a salire nel ranking di singolare con i quarti di finale raggiunti all'ATP di Belgrado e a luglio entra per la prima volta nella top 100, da cui esce la settimana dopo. La deludente seconda parte della stagione lo porta in ottobre al 169º posto in singolare e al 310º in doppio.
Il 2010 lo vede impegnato soprattutto nel circuito Challenger, a gennaio perde l'unica finale stagionale in singolare a Numea e scende ulteriormente nel ranking, mentre in doppio disputa 4 finali Challenger in stagione e vince quelle di Meknès, Brașov e Todi, risalendo fino al 125º posto.
Torna a superare dopo oltre un anno le qualificazioni in uno Slam agli Australian Open 2011 e viene eliminato al primo turno. A febbraio vince il suo ultimo titolo in carriera in singolare al Challenger di Burnie dopo che Chris Guccione ha dato forfait in finale. Supera diverse volte le qualificazioni anche nei tornei ATP e al primo turno del Masters 1000 di Madrid batte dopo tre ore e tre minuti il nº 12 del mondo Andy Roddick, per poi perdere contro Michaël Llodra. Continua a risalire nel ranking con la finale raggiunta al Challenger di Prostějov, supera le qualificazioni anche a Wimbledon e viene eliminato al primo turno. Entra al  main draw degli US Open per diritto di classifica e vince i primi due set contro Kei Nishikori, dopo i quali l'asiatico si ritira, e al secondo turno cede al quinto set ad Aleksandr Dolhopolov. A settembre rientra nella top 100 di singolare, continua a conseguire discreti risultati sia nel circuito maggiore che nei Challenger e chiude la stagione con il nuovo miglior ranking al 75º posto. Quell'anno gioca meno in doppio e quasi sempre nei Challenger, disputa tre finali e vince quella all'Open Barranquilla assieme a Paolo Lorenzi.
Agli Australian Open 2012 elimina Nikolaj Davydenko ed esce al secondo turno. Ad aprile supera a Casablanca il più quotato Dolhopolov e Paire e raggiunge per la prima volta in carriera la semifinale di un torneo ATP, persa contro il vincitore del torneo Pablo Andújar. Con questo risultato sale al 70º posto mondiale, che resterà il miglior ranking in carriera. Nel prosieguo della stagione vince altri incontri nel circuito maggiore e raggiunge i quarti di finale a San Pietroburgo, mantenendosi nella top 100 per tutta la stagione. Quell'anno torna a giocare nel circuito maggiore anche in doppio, e il miglior risultato è la semifinale raggiunta in gennaio a Doha con Andreas Seppi.
Nel 2013 gioca i tornei del circuito maggiore quasi solo nella prima parte della stagione e colleziona solo due successi su undici incontri; nel circuito Challenger raggiunge due volte le semifinali a Guimarães e Smirne. In doppio raggiunge le semifinali all'ATP di Zagabria e conferma il secondo turno agli Australian Open, ma nell'arco della stagione non raggiunge alcuna finale nei Challenger. Il bilancio è quindi negativo, perde circa cento posizioni nel ranking di singolare e si avvicina alla duecentesima posizione. La crisi di risultati si aggrava nel 2014 quando non riesce a centrare la qualificazione in nessun torneo ATP, non va mai oltre i quarti nei Challenger e, per la peggiorata situazione di classifica, si trova a giocare alcuni tornei ITF, senza comunque ottenere risultati di rilievo. A fine stagione si ritrova oltre il trecentesimo posto in singolare. In doppio conquista nei Challenger un titolo a Kazan e raggiunge altre due finali.

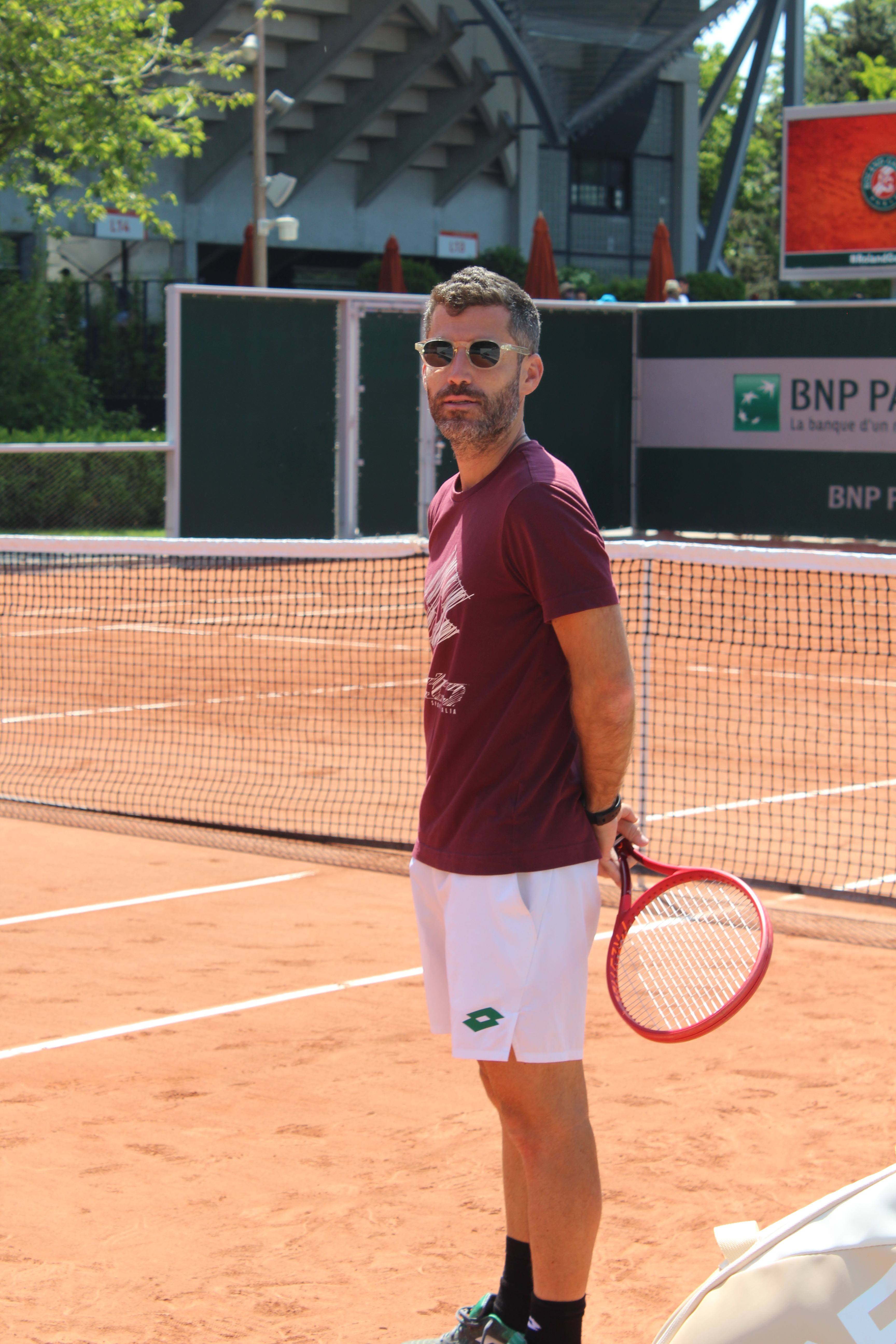
Cipolla nel 2023 all'Open di Francia in qualità di allenatore

Nel 2015, dopo una stagione trascorsa quasi interamente intorno alla quattrocentesima posizione nel ranking mondiale di singolare, raggiunge la semifinale al Vietnam Open Challenger e risale a ridosso della top 300. Vince altri due tornei Challenger in doppio a Manerbio e a Banja Luka, dove conquista il suo 23º e ultimo titolo Challenger di doppio in carriera. Il 1º maggio 2016 conquista il suo unico trofeo ATP nel torneo di doppio del 250 di Istanbul in coppia con Dudi Sela, grazie alla vittoria in finale su Molteni / Schwartzman. Il successo sancisce il ritorno di Cipolla nella top 100 del ranking mondiale di doppio, oltre sette anni dopo esserne uscito (marzo 2009).
Nel 2017 partecipa alle qualificazioni del torneo di doppio di Wimbledon in coppia con Ilija Bozoljac e perdono al turno decisivo contro Hugo Nys / Antonio Sancic. Vengono ripescati nel main draw, superano al primo turno Marcos Baghdatis / Malek Jaziri in quattro set e al secondo turno vengono eliminati da Oliver Marach / Mate Pavić. Nella prima metà del 2017, pur continuando a giocare nei tornei minori, intraprende la carriera da allenatore. Nel luglio 2017 disputa la sua ultima finale Challenger al torneo di doppio della San Benedetto Tennis Cup e nel febbraio 2018 vince in doppio l'ultimo titolo in carriera al Futures Turkey F5 di Adalia. A marzo disputa l'ultimo torneo in singolare e continua a giocare nei tornei Futures di doppio fino al novembre 2018.

## Carriera da allenatore
Dal 2017 ha allenato Alessandro Giannessi, Gianluca Mager – che in quel periodo ha raggiunto il best ranking alla 60ª posizione mondiale – e Vasek Pospisil. Nel febbraio 2023 diventa il coach di Dar'ja Kasatkina.

## Caratteristiche tecniche e stile di gioco
Con una prima servita tra i 160 e i 175 km/h, applicava un gioco prettamente difensivo e molto tattico riuscendo a non far giocare palle facili all'avversario, grazie anche a un insidioso rovescio slice.

## Statistiche

### Doppio

#### Vittorie (1)
| Legenda                         |
| Grande Slam (0)                 |
| ATP World Tour Finals (0)       |
| ATP World Tour Masters 1000 (0) |
| ATP World Tour 500 (0)          |
| ATP World Tour 250 (1)          |

| Numero | Data           | Torneo                  | Superficie  | Compagno  | Avversari in finale              | Punteggio        |
| 1.     | 1º maggio 2016 | Istanbul Open, Istanbul | Terra rossa | Dudi Sela | Andrés Molteni Diego Schwartzman | 6-3, 5-7, [10-7] |

### Tornei minori

#### Singolare

##### Vittorie (6)
| Legenda tornei minori |
| Challenger (5)        |
| Futures (1)           |

| N. | Data             | Torneo                                      | Superficie  | Avversario in finale | Punteggio        |
| 1. | 8 agosto 2005    | Italy F25, Avezzano                         | Terra rossa | Carles Poch-Gradin   | 6-3, 6-2         |
| 2. | 30 maggio 2006   | Sporting Challenger, Torino                 | Terra rossa | Marcel Granollers    | 6-3, 6-3         |
| 3. | 31 luglio 2007   | Trani Cup, Trani                            | Terra rossa | Pablo Andújar        | 4-6, 6-2, 6-4    |
| 4. | 4 settembre 2007 | Genoa Open Challenger, Genova               | Terra rossa | Gianluca Naso        | 6-2, 6(4)-7, 7-5 |
| 5. | 6 gennaio 2008   | Internationaux de Nouvelle-Calédonie, Numea | Cemento     | Stéphane Bohli       | 6-4, 7-5         |
| 6. | 6 febbraio 2011  | Burnie International, Burnie                | Cemento     | Chris Guccione       | walkover         |

##### Finali perse (11)
| Legenda tornei minori |
| Challenger (8)        |
| Futures (3)           |

| N. | Data             | Torneo                                       | Superficie  | Avversario in finale  | Punteggio        |
| 1. | 15 agosto 2004   | Serbia F5, Belgrado                          | Terra rossa | Novak Djoković        | 4-6, 3-6         |
| 2. | 17 luglio 2005   | Italy F21, Carpi                             | Terra rossa | Marco Pedrini         | 6-3, 5-7, 6(6)-7 |
| 1. | 29 agosto 2005   | Black Forest Open, Freudenstadt              | Terra rossa | Sergio Roitman        | 5-7, 4-6         |
| 2. | 6 settembre 2005 | Genoa Open Challenger, Genova                | Terra rossa | Potito Starace        | 3-6, 6(3)-7      |
| 3. | 3 aprile 2006    | Internazionali di Monza e Brianza, Monza     | Terra rossa | Nicolas Devilder      | 2-6, 5-7         |
| 3. | 18 marzo 2007    | Italy F5, Caltanissetta                      | Terra rossa | Giancarlo Petrazzuolo | 3-6, 4-6         |
| 4. | 28 luglio 2008   | Tampere Open, Tampere                        | Terra rossa | Mathieu Montcourt     | 2-6, 2-6         |
| 5. | 10 gennaio 2010  | Internationaux de Nouvelle-Calédonie, Numea  | Cemento     | Florian Mayer         | 3-6, 0-6         |
| 6. | 4 giugno 2011    | Czech Open, Prostějov                        | Terra rossa | Jurij Ščukin          | 4-6, 6-4, 0-6    |
| 7. | 13 novembre 2011 | GB Pro-Series Loughborough, Loughborough     | Cemento     | Tobias Kamke          | 2-6, 5-7         |
| 8. | 9 settembre 2012 | Trophée des Alpilles, Saint-Rémy-de-Provence | Cemento     | Josselin Ouanna       | 4-6, 5-7         |

#### Doppio

##### Vittorie (33)
| Legenda tornei minori |
| Challenger (23)       |
| Futures (13)          |

| N.  | Data              | Torneo                                      | Superficie       | Compagno                | Avversari in finale                       | Punteggio                       |
| 1.  | 18 maggio 2003    | Italy F7, Pavia                             | Terra rossa      | Daniele Giorgini        | Victor Anagnastopol Paul Logtens          | 6-2, 6-2                        |
| 2.  | 19 ottobre 2003   | France F20, Saint-Dizier                    | Cemento indoor   | Simone Vagnozzi         | Aleksey Malajko Tobias Steinel            | 4-6, 6-3, 6-2                   |
| 3.  | 6 giugno 2004     | Italy F10, Castelfranco Veneto              | Terra rossa      | Alessandro Motti        | Júlio Silva Rogério Dutra da Silva        | 6-4, 6-1                        |
| 4.  | 19 settembre 2004 | Spain F23, Madrid                           | Cemento          | Massimo Ocera           | Tomislav Perić Juan-Miguel Perez          | 7-5, 6-4                        |
| 5.  | 14 novembre 2004  | China F1, Jiangmen                          | Cemento          | Alessandro Motti        | Ti Chen Shuon Madden                      | 7-6(4), 6-1                     |
| 6.  | 28 novembre 2004  | China F3, Panyu                             | Cemento          | Alessandro Motti        | Yu Zhang Ben-Qiang Zu                     | 7-6(3), 6-2                     |
| 7.  | 13 marzo 2005     | Italy F3, Siracusa                          | Terra rossa      | Alessandro Motti        | Cristian Brandi Simone Vagnozzi           | 7-5, 6-4                        |
| 8.  | 27 marzo 2005     | Italy F5, Catania                           | Terra rossa      | Francesco Piccari       | Stefano Ianni Yordan Kanev                | 6-3, 6-4                        |
| 9.  | 24 aprile 2005    | Italy F9, Bergamo                           | Terra rossa      | Alessandro Motti        | Diego Alvarez Diego Junqueira             | 6-3, 6-2                        |
| 10. | 12 giugno 2005    | Italy F16, San Floriano                     | Terra rossa      | Luca Bonati             | José Arnedo Mario Radić                   | 6-3, 6-1                        |
| 11. | 26 giugno 2005    | Italy F18, Castelfranco Veneto              | Terra rossa      | Simone Vagnozzi         | Stefan Kilchhofer Benjamin Rufer          | 7-6(1), 6-3                     |
| 1.  | 10 luglio 2005    | Mantova Challenger, Mantova                 | Terra rossa      | Alessandro Motti        | Salvador Navarro Óscar Serrano Rodríguez  | 5-7, 6-3, 6-3                   |
| 2.  | 7 agosto 2005     | Mordovia Cup, Saransk                       | Terra rossa      | Simon Stadler           | Konstantin Kravčuk Aleksandr Kudrjavcev   | 7-6(2), 4-6, 7-6(3)             |
| 3.  | 25 settembre 2005 | Banja Luka Challenger, Banja Luka           | Terra rossa      | Rainer Eitzinger        | Jeroen Masson Stefan Wauters              | 4-6, 6-3, 6-3                   |
| 4.  | 1º ottobre 2006   | Slovak Open, Bratislava                     | Terra rossa      | Marcel Granollers       | David Marrero Pablo Santos                | 7-6(2), 6-4                     |
| 5.  | 15 ottobre 2006   | Ciutat de Barcelona, Barcellona             | Terra rossa      | Tomas Behrend           | Pablo Andújar Marcel Granollers           | 6-3, 6-2                        |
| 6.  | 1º aprile 2007    | Tennis Napoli Cup, Napoli                   | Terra rossa      | Marcel Granollers       | Marco Crugnola Alessio Di Mauro           | 6-4, 6-2                        |
| 7.  | 6 maggio 2007     | Roma Open, Roma                             | Terra rossa      | Marcel Granollers       | Stefano Galvani Manuel Jorquera           | 3-6, 6-1, [11-9]                |
| 8.  | 6 gennaio 2008    | Internationaux de Nouvelle-Calédonie, Numea | Cemento          | Simone Vagnozzi         | Jan Mertl Martin Slanar                   | 6-4, 6-4                        |
| 9.  | 17 febbraio 2008  | Serbia Challenger Open, Belgrado            | Sintetico indoor | Konstantinos Economidis | Alessandro Motti Filip Polášek            | 4-6, 6-2, [10-8]                |
| 10. | 30 marzo 2008     | Open Barletta, Barletta                     | Terra rossa      | Marcel Granollers       | Oliver Marach Michal Mertiňák             | 6-3, 2-6, [11-9]                |
| 11. | 4 maggio 2008     | Roma Open, Roma                             | Terra rossa      | Simone Vagnozzi         | Paolo Lorenzi Giancarlo Petrazzuolo       | 6-3, 6-3                        |
| 12. | 1º giugno 2008    | Alessandria Challenger, Alessandria         | Terra rossa      | Simone Vagnozzi         | Matwé Middelkoop Melle Van Gemerden       | 3-6, 6-1, [10-4]                |
| 13. | 19 ottobre 2008   | Tashkent Challenger, Tashkent               | Cemento          | Pavel Šnobel            | Michail Elgin Aleksandr Kudrjavcev        | 6-3, 6-4                        |
| 14. | 28 febbraio 2010  | Morocco Tennis Tour - Meknes, Meknès        | Terra rossa      | Pablo Andújar           | Aleksandr Dolhopolov Artem Smyrnov        | 6-2, 6-2                        |
| 12. | 1º agosto 2010    | Italy F19, La Spezia                        | Terra rossa      | Alessandro Giannessi    | Thomas Fabbiano Walter Trusendi           | 6-2, 7-6(7)                     |
| 15. | 12 settembre 2010 | Brașov Challenger, Brașov                   | Terra rossa      | Daniele Giorgini        | Radu Albot Andrei Ciumac                  | 6-3, 6-4                        |
| 16. | 19 settembre 2010 | Internazionali di Tennis dell'Umbria, Todi  | Terra rossa      | Alessio Di Mauro        | Marcel Granollers Gerard Granollers Pujol | 6-1, 6-4                        |
| 17. | 3 aprile 2011     | Open Barranquilla, Barranquilla             | Terra rossa      | Paolo Lorenzi           | Alejandro Falla Eduardo Struvay           | 6-3, 6-4                        |
| 18. | 16 marzo 2014     | Kazan Kremlin Cup, Kazan'                   | Cemento          | Goran Tošić             | Victor Baluda Konstantin Kravčuk          | 3-6, 7-5 [12-10]                |
| 19. | 8 marzo 2015      | Open Quimper Bretagne Occidentale, Quimper  | cemento (i)      | Dominik Meffert         | Martin Emmrich Andreas Siljeström         | punteggio = 3-6, 7-6(5), [10-8] |
| 20. | 7 giugno 2015     | Venice Challenge Save Cup, Mestre           | Terra rossa      | Potito Starace          | Facundo Bagnis Sergio Galdós              | 5-7, 736, [10-4]                |
| 21. | 11 luglio 2015    | Internazionali di Tennis dell'Umbria, Todi  | Terra rossa      | Máximo González         | Andreas Beck Peter Gojowczyk              | 6-4, 6-1                        |
| 22. | 30 agosto 2015    | Internazionali di Manerbio, Manerbio        | Terra rossa      | Daniel Muñoz de la Nava | Gero Kretschmer Alexander Satschko        | 756, 3-6, [11-9]                |
| 23. | 20 settembre 2015 | Banja Luka Challenger, Banja Luka           | Terra rossa      | Ilija Bozoljac          | Jaroslav Pospíšil Jan Satral              | 6-2, 7-5                        |
| 13. | 11 febbraio 2018  | Turkey F5, Adalia                           | Terra rossa      | Enrique Lopez-Perez     | Vasile Antonescu Patrick Grigoriu         | 7-5, 6-2                        |

##### Finali perse (24)
| Legenda tornei minori |
| Challenger (16)       |
| Futures (8)           |

| N.  | Data              | Torneo                                      | Superficie   | Compagno            | Avversari in finale                       | Punteggio           |
| 1.  | 5 luglio 2004     | Mantova Challenger, Mantova                 | Terra rossa  | Alessandro Motti    | Daniele Bracciali Giorgio Galimberti      | 0-6, 4-6            |
| 2.  | 31 luglio 2005    | Togliatti Challenger, Togliatti             | Cemento      | Massimo Ocera       | Scott Lipsky Mark Nielsen                 | 2-6, 3-6            |
| 3.  | 18 settembre 2005 | Copa Sevilla, Siviglia                      | Terra gialla | Alessandro Motti    | Marcos Daniel Fernando Vicente            | 2-6, 7-6(2), 5-7    |
| 4.  | 9 ottobre 2005    | Roma Open, Roma                             | Terra rossa  | Alessandro Motti    | Konstantinos Economidis Vasilīs Mazarakīs | 4-6, 6(4)-7         |
| 5.  | 26 marzo 2006     | Open Barletta, Barletta                     | Terra rossa  | Alessandro Motti    | Santiago Ventura Fernando Vicente         | 6(2)-7, 6-4, [8-10] |
| 6.  | 21 maggio 2006    | Sanremo Tennis Cup, Sanremo                 | Terra rossa  | Francesco Piccari   | Julien Benneteau Nicolas Mahut            | 4-6, 6(6)-7         |
| 7.  | 5 giugno 2006     | Sporting Challenger, Torino                 | Terra rossa  | Leonardo Azzaro     | Marcel Granollers Marc López              | 4-6, 3-6            |
| 8.  | 17 giugno 2007    | Kosice Open, Košice                         | Terra rossa  | Leonardo Azzaro     | Filip Polášek Lukáš Rosol                 | 1-6, 6(5)-7         |
| 9.  | 29 luglio 2007    | Poznań Open, Poznań                         | Terra rossa  | Ivo Klec            | Marc López Santiago Ventura               | 2-6, 7-5, [3-10]    |
| 10. | 2 settembre 2007  | Città di Como Challenger, Como              | Terra rossa  | Maro Pedrini        | Máximo González Simone Vagnozzi           | 6(5)-7, 4-6         |
| 11. | 10 settembre 2007 | Genoa Open Challenger, Genova               | Terra rossa  | Simone Bolelli      | Daniele Giorgini Simone Vagnozzi          | 3-6, 1-6            |
| 12. | 17 ottobre 2009   | Open Tarragona Costa Daurada, Tarragona     | Terra rossa  | Alessandro Motti    | Tomasz Bednarek Mateusz Kowalczyk         | 1-6, 1-6            |
| 13. | 10 gennaio 2010   | Internationaux de Nouvelle-Calédonie, Numea | Cemento      | Simone Vagnozzi     | Nicolas Devilder Édouard Roger-Vasselin   | 7-5, 2-6, [8-10]    |
| 14. | 15 gennaio 2011   | Internationaux de Nouvelle-Calédonie, Numea | Cemento      | Simone Vagnozzi     | Dominik Meffert Frederik Nielsen          | 6(4)-7, 7-5, [5-10] |
| 15. | 24 settembre 2011 | Izmir Cup, Smirne                           | Cemento      | Thomas Fabbiano     | Travis Rettenmaier Simon Stadler          | 0-6, 2-6            |
| 16. | 16 aprile 2016    | Open Città della Disfida, Barletta          | Terra rossa  | Rogério Dutra Silva | Johan Brunström Andreas Siljeström        | 6-0, 4-6, [8-10]    |

## Risultati in progressione
| Sigla | Risultato               |
| ----- | ----------------------- |
| V     | Vincitore               |
| F     | Finalista               |
| SF    | Semifinalista           |
| O     | Oro olimpico            |
| A     | Argento olimpico        |
| SF    | Bronzo olimpico         |
| QF    | Quarti di Finale        |
| 4T    | Quarto turno            |
| 3T    | Terzo turno             |
| 2T    | Secondo turno           |
| 1T    | Primo turno             |
| RR    | Round Robin             |
| LQ    | Turno di qualificazione |
| A     | Assente                 |
| ND    | Non disputato           |

| Legenda superfici    |
| -------------------- |
| Cemento              |
| Terra battuta        |
| Erba                 |
| Superficie variabile |

| Tornei Grande Slam         |     |     |     |     |     |     |     |     |     |     |     |     |     |     |     |      |
| Australian Open, Melbourne | A   | A   | A   | A   | Q2  | Q2  | 2T  | Q1  | 1T  | 2T  | 1T  | Q3  | A   | A   | A   | 2-4  |
| Open di Francia, Parigi    | A   | A   | A   | A   | 2T  | Q1  | Q3  | Q2  | Q1  | 1T  | Q2  | Q1  | A   | A   | A   | 1-2  |
| Wimbledon, Londra          | A   | A   | A   | A   | Q1  | Q3  | Q2  | Q2  | 1T  | 1T  | Q3  | Q2  | A   | A   | A   | 0-2  |
| US Open, New York          | A   | A   | A   | A   | A   | 3T  | 1T  | Q2  | 2T  | 2T  | Q2  | Q1  | A   | A   | A   | 4-4  |
| Vittorie-Sconfitte         | 0-0 | 0-0 | 0-0 | 0-0 | 1-1 | 2-1 | 1-2 | 0-0 | 1-3 | 2-4 | 0-1 | 0-0 | 0-0 | 0-0 | 0-0 | 7-12 |
| Statistiche Carriera       |     |     |     |     |     |     |     |     |     |     |     |     |     |     |     |      |
| Finali ATP World Tour      | 0   | 0   | 0   | 0   | 0   | 0   | 0   | 0   | 0   | 0   | 0   | 0   | 0   | 0   | 0   | N/A  |
| Tornei vinti               | 0   | 0   | 0   | 0   | 0   | 0   | 0   | 0   | 0   | 0   | 0   | 0   | 0   | 0   | 0   | N/A  |
| Ranking di fine anno       | 463 | 576 | 178 | 204 | 140 | 126 | 160 | 211 | 75  | 95  | 188 | 336 | 325 | 696 | N/A | N/A  |

### Guadagni *
| Anno     | World Tour 250 | Challenger | Futures | Totale | Guadagni ($) | Posizione |
| -------- | -------------- | ---------- | ------- | ------ | ------------ | --------- |
| 2002     | 0              | 0          | 0       | 0      | 1.636        | 1068      |
| 2003     | 0              | 0          | 2       | 2      | 8.627        | 562       |
| 2004     | 0              | 0          | 4       | 4      | 9.694        | 551       |
| 2005     | 0              | 3          | 6       | 9      | 22.908       | 367       |
| 2006     | 0              | 3          | 0       | 3      | 61.970       | 239       |
| 2007     | 0              | 4          | 0       | 4      | 93.960       | 202       |
| 2008     | 0              | 7          | 0       | 7      | 219.407      | 130       |
| 2009     | 0              | 0          | 0       | 0      | 165.930      | 152       |
| 2010     | 0              | 3          | 1       | 4      | 74.298       | 230       |
| 2011     | 0              | 2          | 0       | 2      | 257.276      | 117       |
| 2012     | 0              | 0          | 0       | 0      | 144.047      | 58        |
| Carriera | 0              | 22         | 13      | 35     | 1.061.108    | 468       |

*Singolare e Doppio sommati